# Па-де-Кале (департамент)
Па-де-Кале (фр. Pas-de-Calais) — департамент на північному сході Франції, один з департаментів регіону О-де-Франс. Порядковий номер 8. Адміністративний центр — Аррас. Населення 1,442 млн чоловік (5-е місце серед департаментів, дані 1999 р.).

## Географія
Площа території 6 671 км². На заході департамент омивається водами протоки Па-де-Кале, що дало йому свою назву. Через департамент протікають річки От'є, Канш, Темуаз, Ліан, Сансе і ін. Департамент включає 7 округів, 77 кантонів і 894 комуни.

## Історія
Па-де-Кале — один з перших 83 департаментів, створених в березні 1790 р. Знаходиться на території колишньої провінції Булонне, Понт'є і Артуа.